# Mohand
Mohand (en amazigh : Muḥand ou Muḥend, en arabe : محند) est un prénom berbère. Il s'agit d'une variante berbère de Muhammad, le nom arabe du prophète Mahomet.   
Très populaire en Kabylie ainsi qu'au Maroc (Rif, Haut-Atlas, Moyen-Atlas), ce prénom peut être composé. Par exemple : Mohand Ameziane (signifiant Mohand le petit), Mohand Amokrane (signifiant Mohand le grand). On trouve aussi la graphie Muḥend[réf. souhaitée].

## Personnes
- Mohand Amokrane Cherifi, homme politique algérien ;
- Moulay Mohand, autre nom d'Abdelkrim el-Khattabi, chef de guerre rifain
- Mohand Laenser, homme politique marocain ;
- Mohand N'Hammoucha, chef nationaliste marocain ;
- Mohand Ou Lhocine, poète et religieux algérien ;
- Mohand Iguerbouchène, compositeur algérien ;
- Mohand Amokrane (dit Larbi) Amghar[2], conseiller municipal algérien et caporal dans l'armée française assassiné par l'OAS en 1961 ;
- Mohand Améziane, résistant marocain, amghar du Rif ;
- Mohand Idir Aït Amrane, poète et militant nationaliste algérien ;
- Munir Mohand Mohamedi, footballeur international marocain ;
- Mohand Tazerout, philosophe, écrivain, traducteur et civilisationniste algérien ;
- Mohand Saïd Lechani, instituteur et militant politique et syndical algérien ;
- Mohand Akli Haddadou, linguiste et écrivain algérien ;
- Mohand Chérif Hannachi, joueur de football et dirigeant sportif algérien ;
- Mohand oul Mouhoub Mouhoubi, homme politique algérien ;
- Mohand Larbi Mezouari, homme politique algérien ;
- Mohand Saïd Mazouzi, homme politique algérien[3] ;
- Mohand-Lyazid Chibout, écrivain, poète et journaliste algérien ;
- Mohand Sidi Saïd, industriel pharmaceutique algérien ;
- Mohand Amokrane Maouche, dirigeant sportif algérien ;
- Mohand Cherif Sahli, écrivain, historien, militant de la cause nationale et ancien ambassadeur algérien ;
- Mohand Belkacem Hacene Bahloul, homme politique algérien ;
- Mohand Akli Oulhadj, militant nationaliste algérien ;
- Mohand Akli Ben Chaâbane (ar), militant nationaliste algérien ;
- Abderrahmane Ould Mohand, peintre algérien ;
- Slimane Ould Mohand, peintre algérien ;
- Mohamed Ulad-Mohand, réalisateur français d'origine marocaine
- Si Mohand Ou Mhand, poète et philosophe algérien ;
- Mohand Arab Bessaoud, militant nationaliste algérien ;
- Mohand Saïd Hanouz, pharmacien, linguiste et grammairien algérien ;

## Institutions
- Université Mohand Akli Oulhadj de Bouira, université algérienne ;